# Podlas (Staniątki)
Podlas – część wsi Staniątki w Polsce, położona w województwie małopolskim, w powiecie wielickim, w gminie Niepołomice.
W latach 1975–1998 Podlas położony był w województwie krakowskim.